# Diego Ramos
Diego Cesar Ramos, cunoscut ca Diego Ramos (n. 29 noiembrie 1972, Buenos Aires), este un actor din Argentina. El este cel mai bine cunoscut pentru interpretarea lui Germán Castillo, în serialul de televiziune Violetta, fiind tatăl Violetei.

## Legături externe
- Diego Ramos la Internet Movie Database